# Parlamentní volby ve Finsku 1924
Parlamentní volby konané 1. – 2. dubna 1924 ve Finsku byly předčasné volby po zatčení komunistických poslanců a hrozbě rozpuštění parlamentu prezidentem Ståhlbergem. Zvítězili v nich sociální demokraté, kteří ale po volbách skončili v opozici, a většinovou vládu složili společně pravicové strany. Premiérem se stal Lauri Ingman z Národní koalice.

## Předcházející události
V srpnu 1923 proběhla ve Finsku vlna zatýkání komunistických představitelů. Ve vazbě skončilo na 200 komunistů včetně 27 poslanců zvolených za Socialistickou stranu práce. Následně byli obviněni ze zrady a odsouzeni k mnohaletým žalářům. Vyšlo najevo, že celá Socialistická strana práce je pouze prodlouženou rukou ilegální Finské komunistické strany se sídlem v sovětském Rusku. Po snížení počtu poslanců v parlamentu chtěl premiér Kallio pokračovat ve vládě, ale prezident se klonil k vypsání předčasných voleb. Až po hrozně rozpuštění parlamentu premiér odstoupil a byly vypsány nové volby na začátek dubna 1924. Komunisté se po zákazu Socialistické strany práce přeorganizovali. Nevznikla nová strana ze strachu z nového zákazu, ale jen volné sdružení předáků z jednotlivých místních organizací, tzv. Volební sdružení socialistického dělnictva a malorolníků.  

## Volební výsledky
Volební účast byla  57,4 %, což je o 1,1 % méně než v předchozích volbách. Opět zvítězila Sociálně demokratická strana, která posílila na úkor oslabených komunistů. Ostatní strany si udržely více méně své mandáty.
| Politická strana | Politická strana                                                | Hlasy v % (změna) | Hlasy v % (změna) | Mandáty (změna) | Mandáty (změna) |
| ---------------- | --------------------------------------------------------------- | ----------------- | ----------------- | --------------- | --------------- |
|                  | Finská sociálně demokratická strana (SPD)                       | 29,02             | ▲ +3,96           | 60              | ▲ +7            |
|                  | Agrární svaz (ML)                                               | 20,25             | ▼ −0,02           | 44              | ▼ -1            |
|                  | Národní koaliční strana (KOK)                                   | 18,99             | ▲ +0,84           | 38              | ▲ +3            |
|                  | Švédská lidová strana (RKP)                                     | 12,03             | ▼ −0,38           | 23              | ▼ -2            |
|                  | Volební sdružení socialistického dělnictva a malorolníků (STPV) | 10,45             | ▼ −4,36           | 18              | ▼ -9            |
|                  | Národní pokroková strana (ED)                                   | 9,09              | ▼ −0,12           | 17              | ▲ +2            |

## Sestavování vlády
Poprvé za poslední tři roky se podařilo sestavit většinovou vládu (celkem 122 poslanců z 200). Premiérem se stal Lauri Ingman z Národní koalice. Vládu následně tvořili vedle Národní koalice ještě agrárníci, švédští lidovci a poslanci Národně pokrokové strany. Koalice vydržela do března 1925, kdy ji opustili agrárníci kvůli sporu o důchody státních zaměstnanců. Následně vznikl menšinový kabinet Anttiho Tulenheima z Národní koalice, který přizval k vládnutí agrárníky. Za největší úspěch vlády se dá považovat zavedení úrazového pojištění zaměstnanců. Vláda padla po roztržce ohledně financování finského námořnictva, které potřebovalo nutně renovaci. 
V prosinci 1925 nastoupil na místo premiéra opět agrárník Kyösti Kallio, pokračoval v práci předešlé vlády a ještě aktivně vystupoval na půdě Společnosti národů. Finové navrhli poskytnutí mezinárodní finanční pomoci napadenému státu a návrh byl po mnoha diskuzích v roce 1930 skutečně přijat. Koalici položila opět otázka financování obrany a nesrovnalosti v ní. Od prosince 1926 nastoupil na místo premiéra poprvé sociální demokrat a to Väinö Tanner. Sociální demokraté složili vládu pouze ze svých poslanců (tj. 60 poslanců z 200). Náměstkyní se stala Miina Sillanpääová jako první žena v historii Finska. Sociální demokraté spolupracovali se švédskými lidovci a Národně pokrokovou stranou a podařilo se jim prosadit vybudování pobřežní obrany společně s výstavbou válečných lodí Väinämöinen a Ilmarinen. Sociální demokraté tak dokázali, že jsou profinskou a demokratickou stranou. 